# Белов, Гавриил Никитич
Гавриил Никитич Белов (26 марта 1895, Волковойна, Тверская губерния — 23 марта 1972, Москва) — советский актёр театра и кино.

## Биография
Гавриил Никитич Белов родился 26 марта 1895 года.
С 1930 года был актёром Первого Рабочего театра Пролеткульта, затем — Театра Революции (ныне Московский академический театр имени Владимира Маяковского) и Театра-студии киноактёра. Много снимался в кино, в основном в эпизодах.
Умер 23 марта 1972 года, похоронен на Ваганьковском кладбище (15-й участок).

## Фильмография
1. 1939 — Ночь в сентябре — делегат
2. 1939 — Поднятая целина — Яков Островнов
3. 1941 — Первопечатник Иван Фёдоров — боярин Бартенев
4. 1946 — Первая перчатка — болельщик, эпизод (нет в титрах)
5. 1947 — Поезд идёт на восток — пассажир на вокзале, эпизод (нет в титрах)
6. 1947 — Сельская учительница — крестьянин, эпизод (нет в титрах)
7. 1947 — Сказание о земле Сибирской — посетитель чайной (нет в титрах)
8. 1948 — Страницы жизни — Власов
9. 1949 — Кубанские казаки — колхозник (нет в титрах)
10. 1949 — Падение Берлина — Михаил Иванович Калинин
11. 1950 — Донецкие шахтёры — старый шахтёр (нет в титрах)
12. 1950 — Кавалер Золотой Звезды — Нарыжный
13. 1951 — Незабываемый 1919 год — Михаил Иванович Калинин, председатель ВЦИКа
14. 1951 — Спортивная честь — старый рабочий (нет в титрах)
15. 1954 — Верные друзья — старик на барже
16. 1956 — За власть Советов — Яковлев, сторож в порту
17. 1956 — Саша вступает в жизнь — Гаврилов, председатель сельсовета
18. 1956 — Посеяли девушки лён — Озеров
19. 1957 — Гуттаперчевый мальчик — старый солдат на кладбище (нет в титрах)
20. 1957 — К Чёрному морю — дед Макар (нет в титрах)
21. 1957 — Тайны мудрого рыболова — дядя Костя, лещатник
22. 1958 — По ту сторону) — старик-анархист (нет в титрах)
23. 1958 — У тихой пристани — Гаврила Никитич, вахтёр (нет в титрах)
24. 1959 — Муму — Потап, кучер
25. 1961 — Человек идёт за солнцем — строитель
26. 1962 — Коллеги — один из сватов (нет в титрах)
27. 1963 — Понедельник — день тяжёлый — понятой (нет в титрах)
28. 1965 — Как вас теперь называть? — арестованный (нет в титрах)
29. 1965 — Пакет — красный командир из отряда Заварухина
30. 1966 — Дядюшкин сон — Гришка, лакей Москалёвой